# Кампрон
Кампрон (фр. Camprond) насеље је и општина у северној Француској у региону Доња Нормандија, у департману Манш која припада префектури Кутанс.
По подацима из 2011. године у општини је живело 402 становника, а густина насељености је износила 64,11 становника/km². Општина се простире на површини од 6,27 km². Налази се на средњој надморској висини од 130 метара (максималној 178 m, а минималној 70 m).

## Демографија
| 1962. | 1968. | 1975. | 1982. | 1990. | 1999. | 2011. |
| ----- | ----- | ----- | ----- | ----- | ----- | ----- |
| 332   | 350   | 298   | 285   | 335   | 318   | 402   |

График промене броја становника у току последњих година